# بسته مسافرتی
بسته مسافرتی (انگلیسی: Package tour) تور گردشگری یا پکیج مسافرتی، به مجموعه‌ای از خدمات گردشگری اطلاق می‌شود، که توسط آژانس‌های مسافرتی و راهنمایان تورهای گردشگری ارائه می‌گردد و اغلب شامل ترابری، اسکان، اجاره خودرو، خدمات غذایی، گشت‌وگذار و بازدید از مکان‌های اقامتی می‌باشد.